# ピエール・ミショー

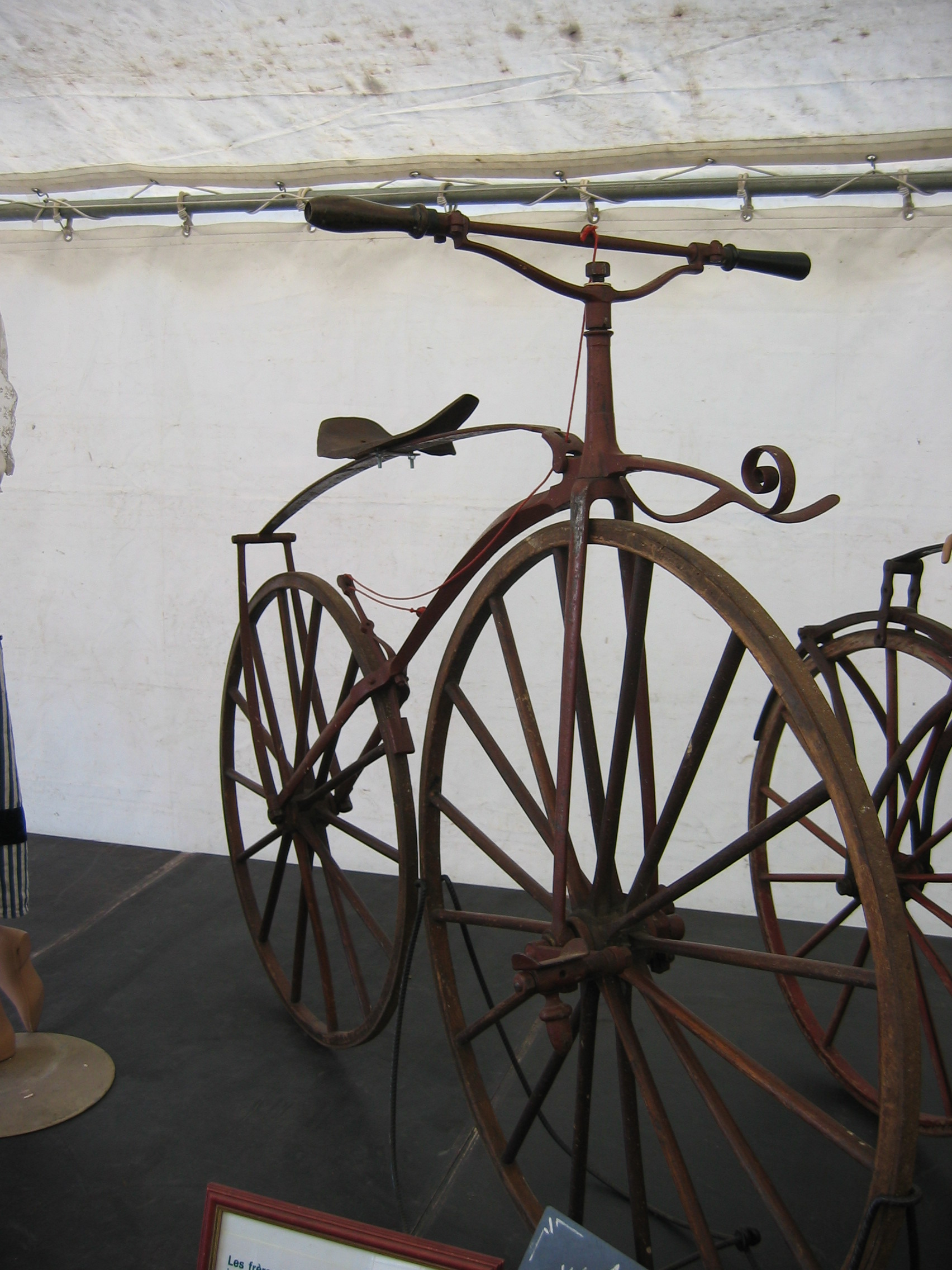
ミショーが手がけた1861年製のベロシペード。

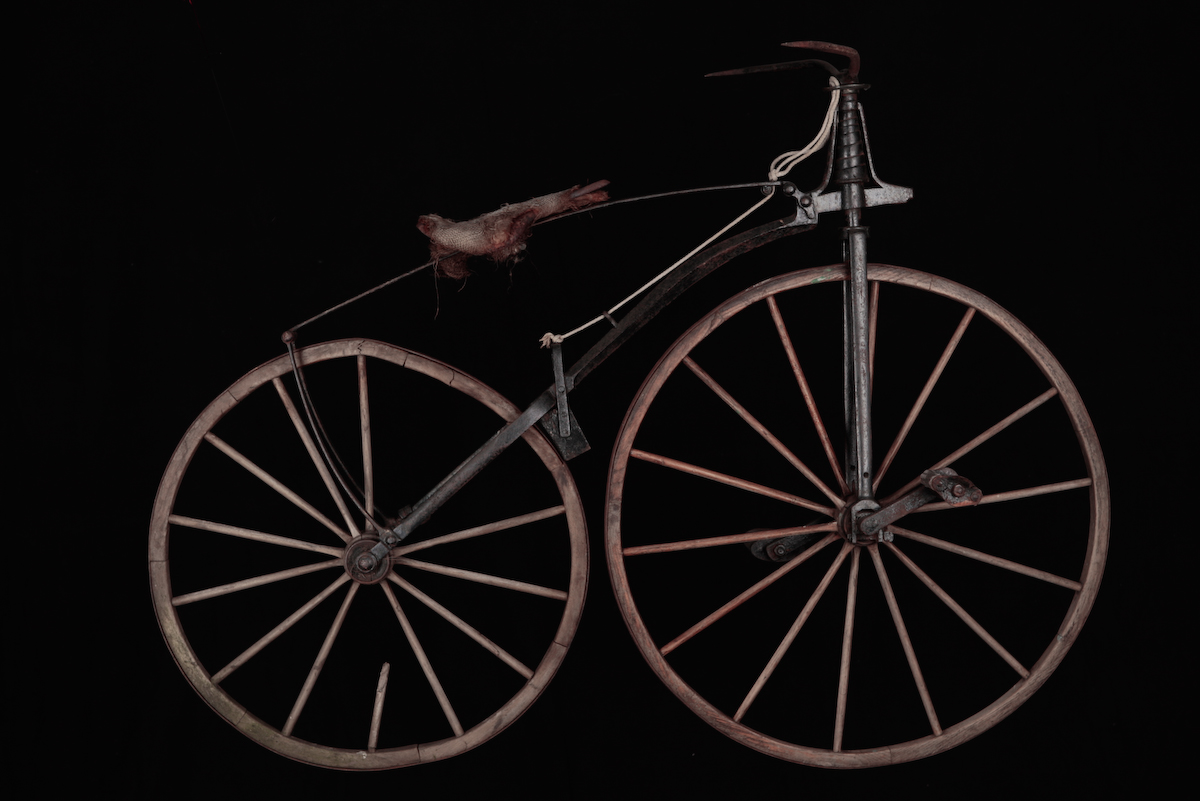
直線的なフロントフォークとスプーン状のブレーキをもつ、ミショーのベロシペード。

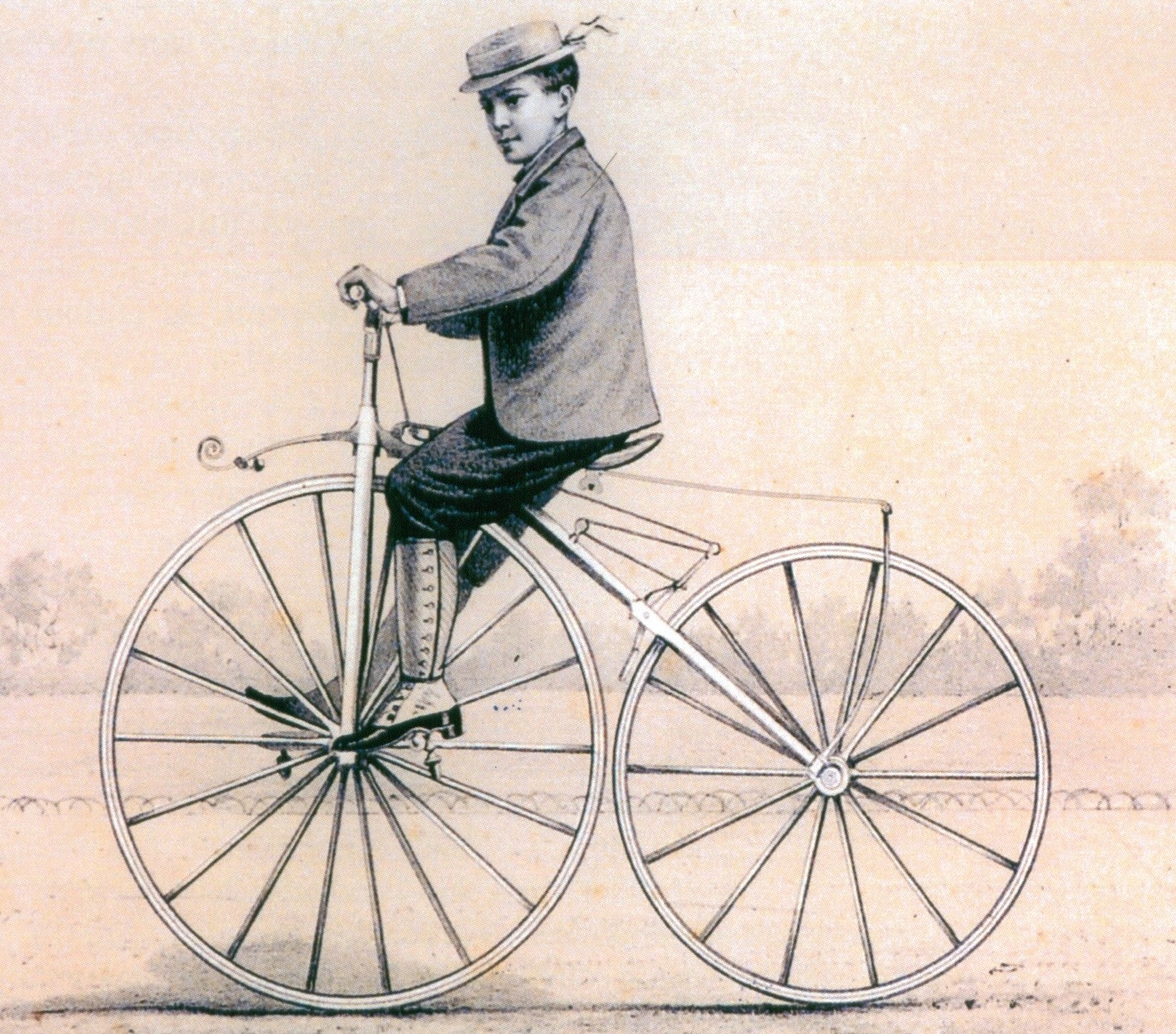
ミショーのペダル付きベロシペードに乗る少年。『Le Centaure』誌、1868年9月号より。

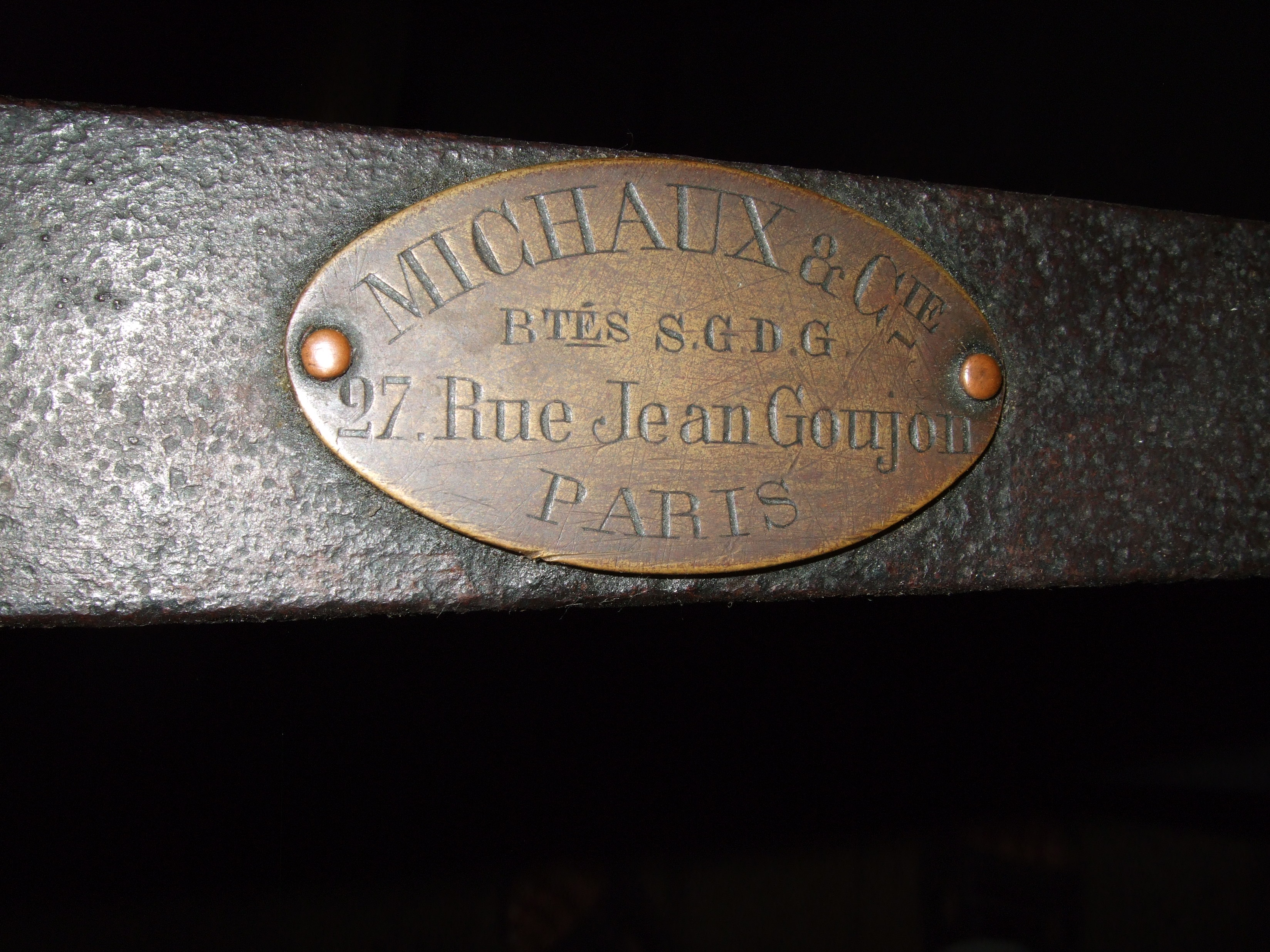
ジャン・グジョン通り (rue Jean-Goujon) 27番地のミショー社のプラーク。

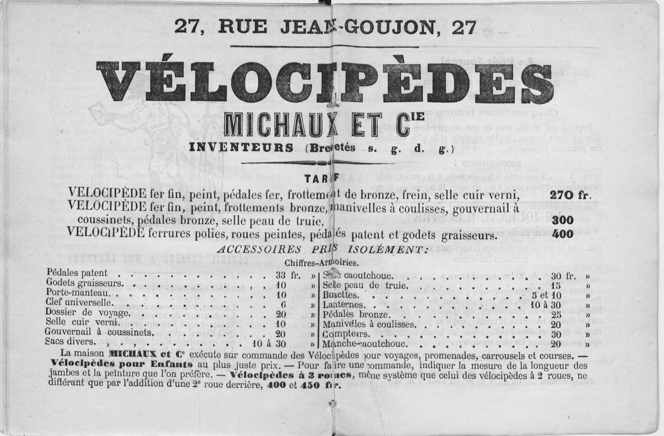
1869年の『l'« Almanach des vélocipèdes illustré（ベロシペード絵入り年鑑）』に掲載された、ミショー社 (Michaux & Cie Paris) の商品価格一覧。

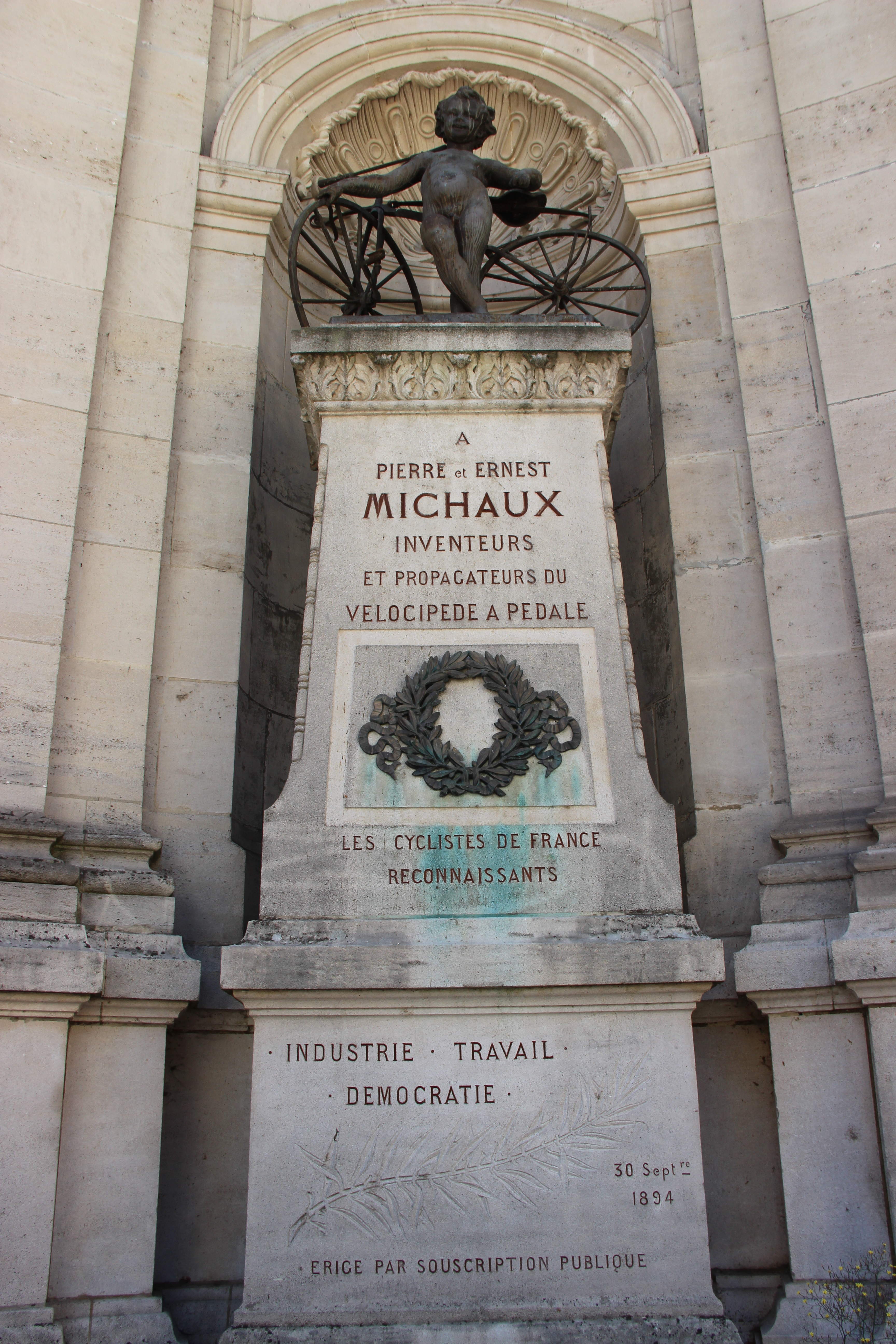
バル＝ル＝デュックにあるミショー父子の記念碑。

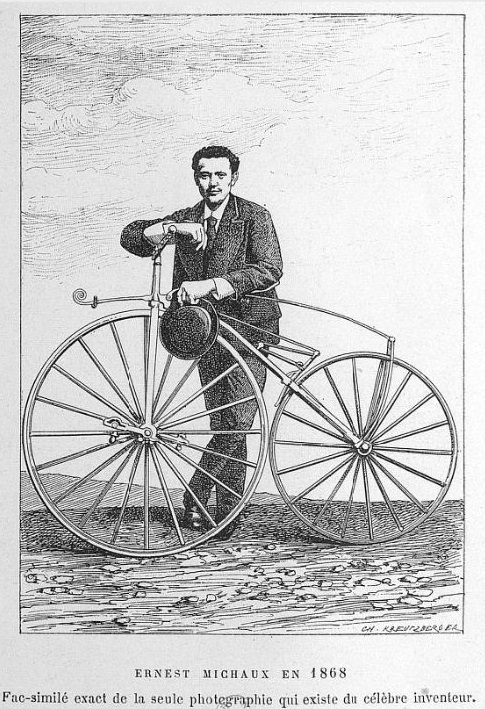
息子のひとり、エルネスト・ミショー、1868年。

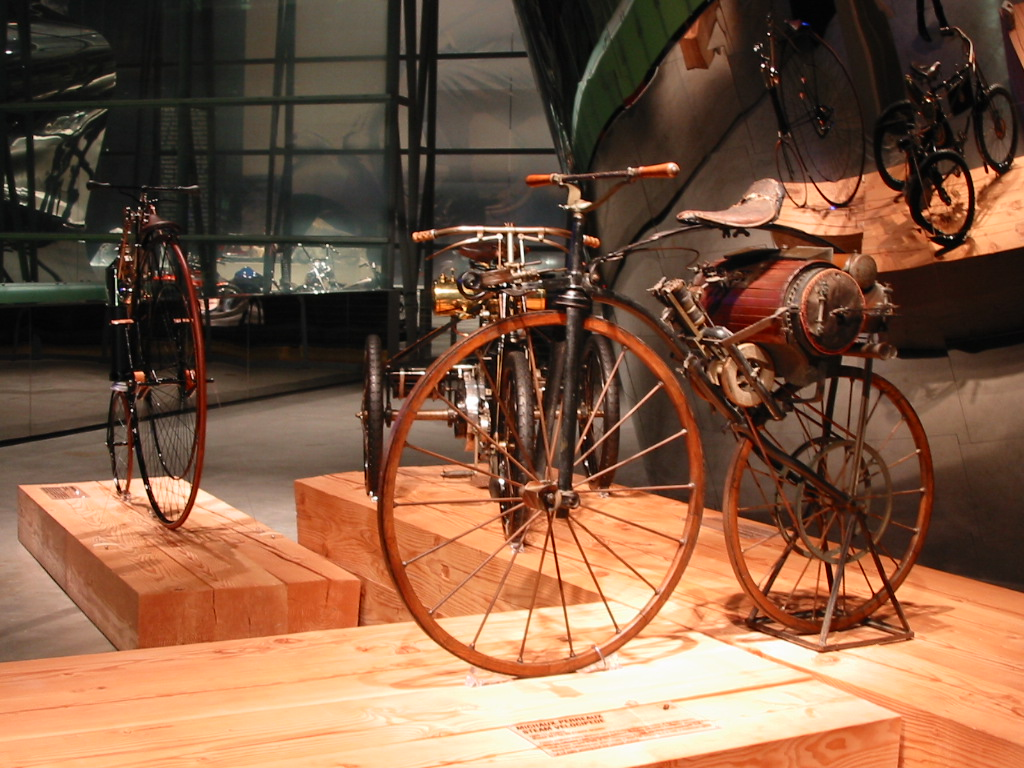
ラスベガスのオートバイ博物館 (The Art of the Motorcycle) に展示されたミショー＝ペロー (Michaux-Perreaux) の蒸気ベロシペード。

ピエール・ミショー（Pierre Michaux、1813年6月25日 - 1883年）は、バル＝ル＝デュックに生まれ、パリ・ビセートル (Paris Bicêtre) で死去したフランスの錠前師、馬車製造業者。ドライジーネの前輪にクランクを取り付けてペダルを発明し、ペダル付きベロシペードである Michaudine を開発し、生産体制を築いた。ミショーは、世界最初の量産自転車の開発者と認知されており、技術者、発明家として、息子のエルネスト・ミショーとともに、自転車の歴史において特異な地位を占めている。

## 経歴
14歳から錠前職人としての徒弟修行をしたピエール・ミショーは、フランス各地の都市を回って働き、1855年ころにパリに落ち着いた。以降は、北部鉄道の工房で働いていた。やがてミショーは、パリのロディエール通りで馬車の錠前を手がける事業を興し、次いで1858年にはシテ・ゴドー＝ド＝モーロワ (Cité Godot-de-Mauroy) 7番地に定住したが、この場所は後にボカドール通り」に置き換えられた。1861年、末息子フランシスク (Francisque) が不祥事を起こし、一家の運命は大きく変わることになった。
4人いたミショーの息子たちのひとりで、当時19歳だったエルネストは、ドライジーネが脚を疲れさせることに気づき、前輪に足を載せる台をつけることを思いついた。これを父に話したところ、クランクを付けて前輪を回転させたらどうだということになったという。こうしてペダルが誕生したとされる。しかし、この発明の正当な発明者についてはピエール・ラルマンや、1846年に2輪のペダル付きベロシペードを製造していたと主張したボルドーの機械工ジャン・ジャクー (Jean Lacou) といった候補者もいる,。ドイツでは、ペダルはフィリップ・モーリッツ・フィッシャーが1853年に発明したとされている。
さらに改良が取り組まれて、ブレーキが取り付けられ、また前輪の直径が2倍ほどに拡大された。
2台のベロシペードを製造するところから始まった工場は、1862年にはペダル付きベロシペードを100台製造する規模となった。事業の成長を受けて、ミショーはジャン・グジョン通り19番地に新たな工房を設け、日産12台のベロシペードを製造できるようにしたが、それでも需要には追いつかなかった。ミショーは、ベロシペードに情熱を注いでいた若い技術者たちであったエメとルネ (René) のオリヴィエ兄弟と組み、1868年5月7日には合同で Michaux et Compagnie 設立し、ジャン・グジョン通りの19番地と27番地に300平方メートルの工房を設けた。この会社は1969年4月6日に解体されて、ふたつの会社となり、la société Michaux père et fils と la société Olivier frères が創設され、後者は後者はパリ・ベロシペード会社となり、ブジョー通り12番地に、従業員150人規模の工場が開設され、日産150台でベロシペードが生産され、修理工房や、技能習得のための工房なども設けられた。
絶頂期だった1869年を過ぎると、事業は傾き始めた。ミショー親子の会社は、1870年3月29日に解散、破産した。1870年夏にはベロシペードの人気が陰り始め、普仏戦争が事態をさらに悪くしたため、ミショー家が回復不能な破滅から逃れる道は閉ざされた。一方、オリヴィエ兄弟は、他の事業へと手を広げようとしたが、彼らの事業も1874年7月31日に解散となった。
エルネスト・ミショーは1882年に死去し、その父であるピエール・ミショーも1883年にビセートルで没した。息子のひとりであるアンリは、さほど大きくもない自転車製造業の会社としてシクル・アンリ・ミショー (Cycles Henry Michaux) の創設に参加した。

## 顕彰
1893年、スポーツ新聞社が「pères de la vélocipédie（ベロシペードの父たち）」としてピエールとエルネストのミショー父子を顕彰する記念碑を建設しようと募金を始めた。この記念碑は、1894年9月30日にバル＝ル＝デュックで厳かに除幕された。建立された場所は、ブール通り (rue du Bourg) とアンドレ・マジノ通り (rue André Maginot) の角で、もともと噴水が設けられていたところであった。現在、記念碑の上に載っている子どもとベロシペードの像は鋳鉄製のレプリカであるが、オリジナルの記念物は青銅（ブロンズ）製であった。
1960年、バル＝ル＝デュックから遠くないトロワフォンテーヌに自転車博物館が開館した。
2013年には、パリ市 (Ville de Paris) が、ピエールとエルネスト・ミショーを記念する自転車道を設ける決定を、審議 2013 DVD 151 によって下した。

## 日本での保管・展示
ミショー式自転車は、明治時代に日本にも輸入された。日本国内では、自転車文化センター、旧・交通博物館（東日本鉄道文化財団）、博物館明治村、京都府日本歴史資料館、平塚市博物館などに保管されている。